# دیو میرا
دیو میرا (انگلیسی: Dave Mirra; ۴ آوریل ۱۹۷۴ – ۴ فوریهٔ ۲۰۱۶) دوچرخه‌سوار، راننده رالی، پویانما، و اهالی کسب‌وکار اهل ایالات متحده آمریکا بود.